# Anja Röcke
Anja Röcke (* 1978 in Kuopio, Finnland) ist eine deutsche Soziologin. Ihre Arbeitsschwerpunkte sind Kultursoziologie, soziologische Theorie und politische Soziologie. Im Wintersemester 2020/21 vertritt sie Steffen Maus Professur für Makrosoziologie am Institut für Sozialwissenschaften der Humboldt-Universität zu Berlin.

## Werdegang
Anja Röcke studierte von 1998 bis 2004 Sozialwissenschaften an der Humboldt-Universität. Sie schloss ihr Studium mit einem Diplom ab. Ihre Diplomarbeit mit dem Titel „Losverfahren und Demokratie. Historische und demokratietheoretische Perspektiven“ wurde 2005 im LIT Verlag veröffentlicht und mit dem „Erhard-Höpfner-Preis“ ausgezeichnet. 2009 promovierte sie am Europäischen Hochschulinstitut in Florenz im Bereich „Social and Political Sciences“. Die Arbeit wurde 2014 bei Palgrave Macmillan unter dem Titel „Framing Citizen Participation. Participatory Budgeting in France, Germany and the United Kingdom“ veröffentlicht. Die Doktorarbeit wurde 2017 ins Chinesische übersetzt. Röcke wurde im Juni 2020 im Bereich Soziologie an der Humboldt-Universität habilitiert. Ihre Habilitationsschrift wurde am 17. April 2021 unter dem Titel „Soziologie der Selbstoptimierung“ beim Suhrkamp Verlag veröffentlicht. Im Wintersemester 2020/21 vertritt sie Steffen Maus Professur für Makrosoziologie am Institut für Sozialwissenschaften der Humboldt-Universität.

## Werke
- Losverfahren und Demokratie. Historische und demokratietheoretische Perspektiven. Diplomarbeit, Münster 2005.
- Framing Citizen Participation. Participatory Budgeting in France, Germany and the United Kingdom. Dissertation, Basingstone 2014.
- Soziologie der Selbstoptimierung. Habilitationsschrift, Berlin 2021.